# Corticeus (Corticeus)

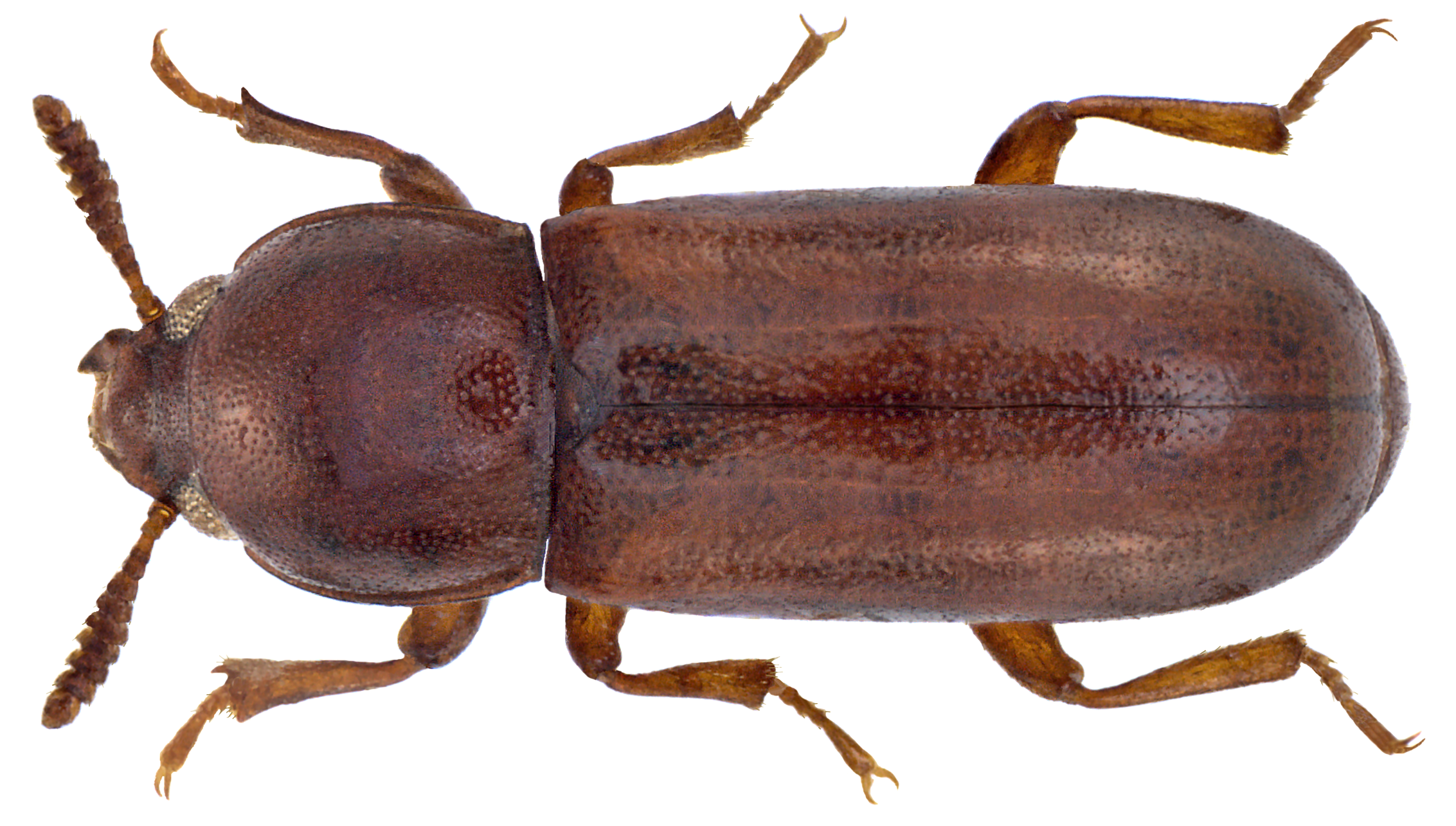
Korosz kornikowiec

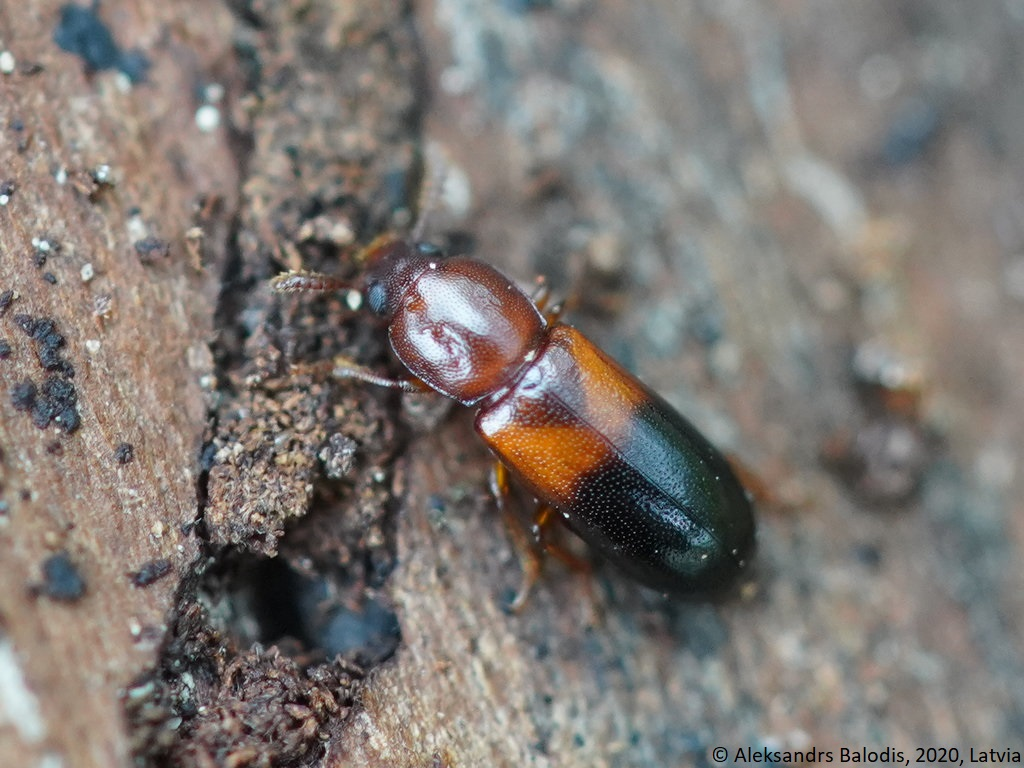
Korosz dwubarwny

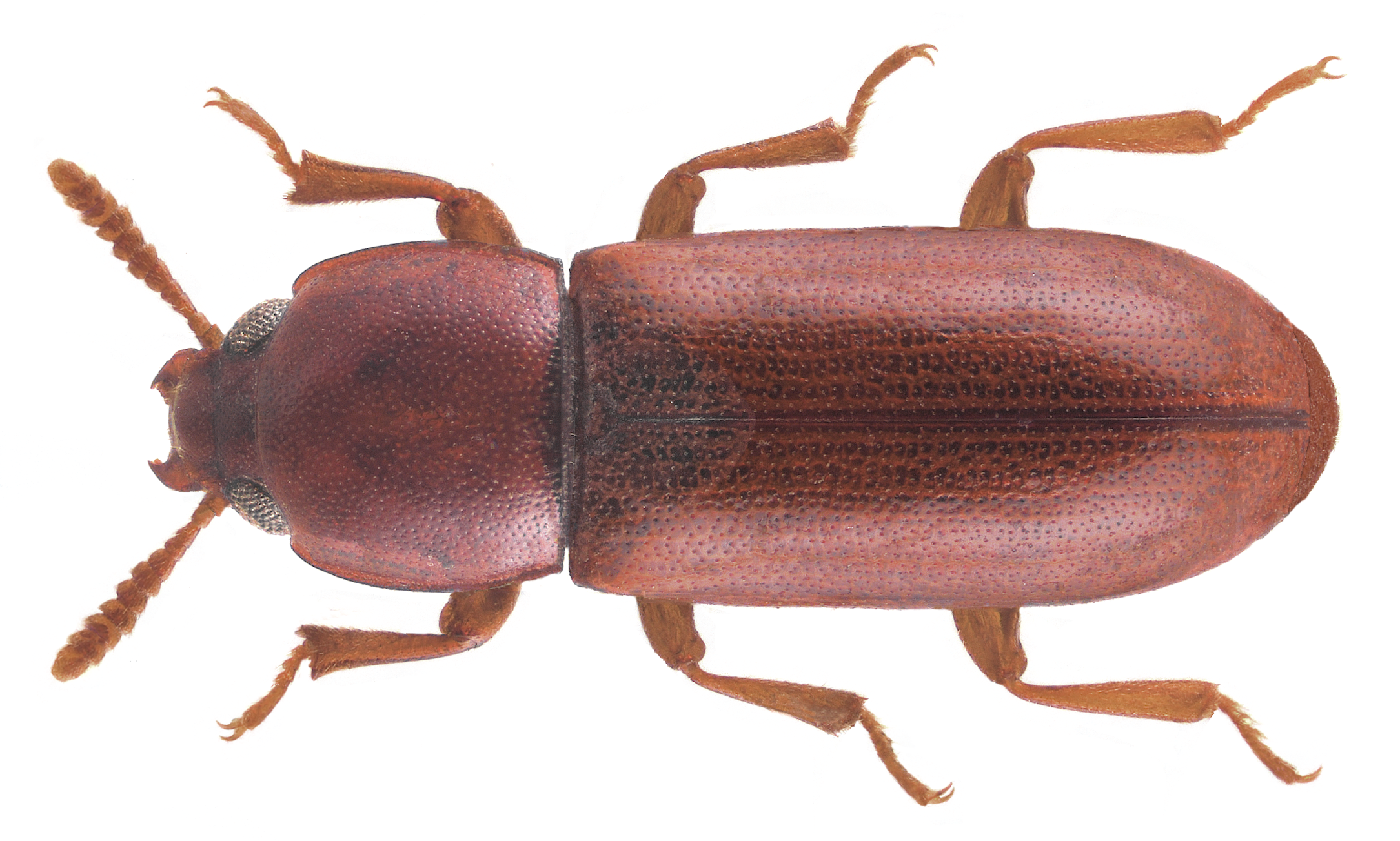
Corticeus pini

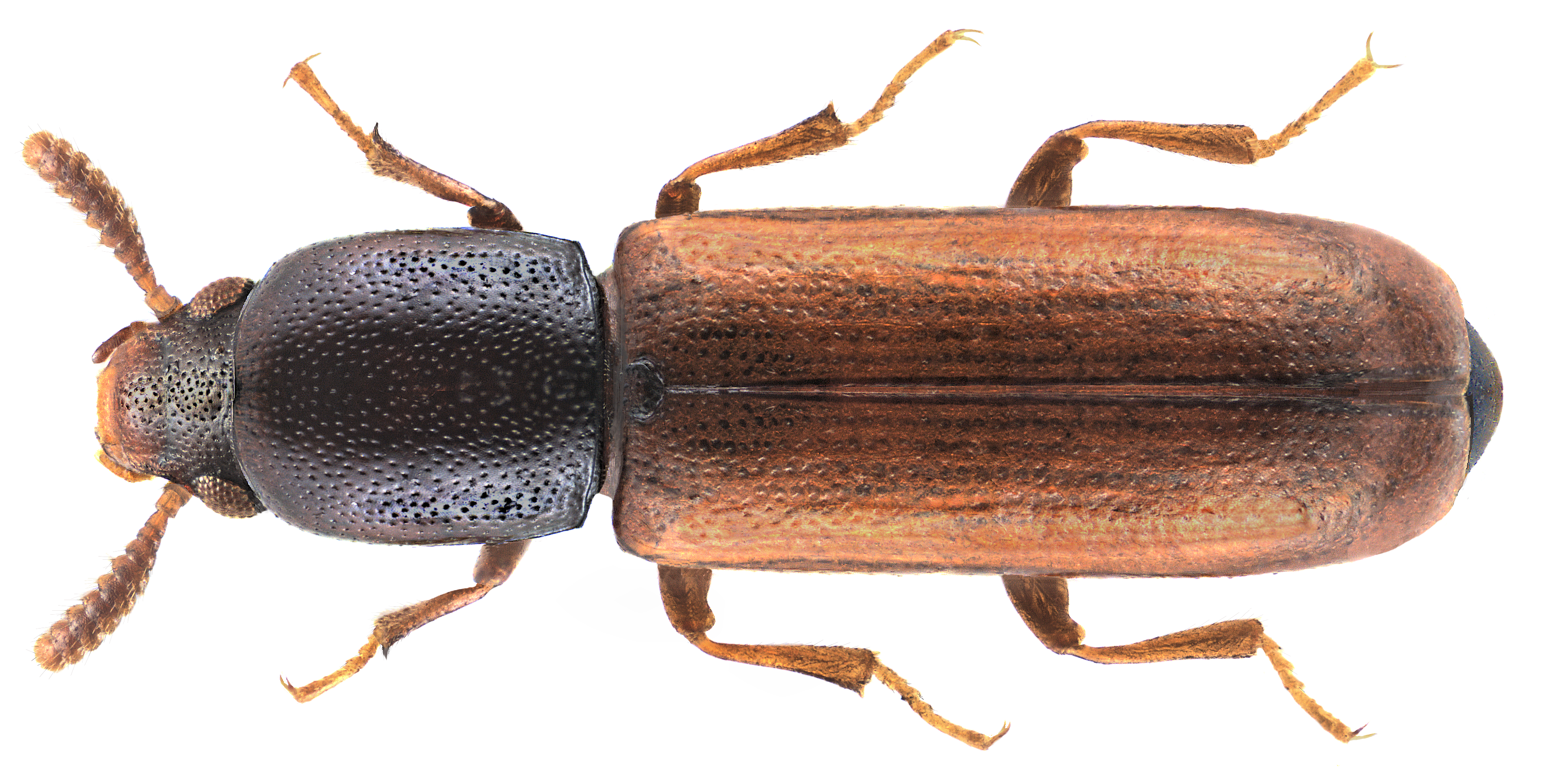
Corticeus linearis

Corticeus (Corticeus) – podrodzaj chrząszczy z rodziny czarnuchowatych i rodzaju korosz. Obejmuje 55 opisanych gatunków.

## Morfologia
Chrząszcze o ciele w zarysie mocno wydłużonym, na końcach zaokrąglonym, ogólnie walcowatym. Wierzch ciała jest nagi, mniej lub bardziej błyszczący, jedno- lub dwubarwny, punktowany, czasem z mikrorzeźbą.
Głowa jest szersza niż dłuższa, o dużych, poprzecznych, na przedzie wykrojonych oczach i krótkich, sięgających ku tyłowi najwyżej do połowy długości przedplecza czułkach. Te ostatnie mają rozszerzone człony od piątego do dziesiątego. Ostatni człon głaszczków szczękowych również jest rozszerzony.
Przedplecze jest tak szerokie jak długie lub dłuższe niż szersze, o przednich kątach kanciastych lub zaokrąglonych, nigdy nie wystających, a brzegach tylnym i bocznych prostych lub zaokrąglonych. Pokrywy mają zarys podługowaty z bokami równoległymi i tyłem zaokrąglonym. Golenie odnóży przednich i środkowych mają cierń na szczycie zewnętrznej strony. Stopy przednie i środkowe są pięcioczłonowe, a tylne czteroczłonowe.
Na ostatnim z widocznych sternitów odwłoka nie występują dwa podłużne żeberka.

## Taksonomia
Rodzaj Corticeus wprowadzony został w 1783 roku przez Matthiasa Pillera i Ludwiga Mitterpachera. Podrodzaje, w tym omawiany nominatywny, wyróżnił w jego obrębie jako pierwszy Georg K.M. Seidlitz w 1894 roku. Drugi z wyróżnionych przez tego autora podrodzajów, Paraphloeus, współcześnie traktowany jest jako synonim podrodzaju nominatywnego. Podział koroszy na podrodzaje zrewidowany został w 2017 roku przez Hansa Bremera i Martina Lilliga. Autorzy ci podali także nową definicję Corticeus (Corticeus).
Do podrodzaju zalicza się 55 opisanych gatunków:

- Corticeus advenus Bremer, 1995
- Corticeus anceps Bremer, 2018
- Corticeus angustatus (Pic, 1914)
- Corticeus ardoini (Kaszab, 1969)
- Corticeus assessorius Bremer, 2018
- Corticeus baloghi (Kaszab, 1969)
- Corticeus bamum Bremer, 1995
- Corticeus barthi Bremer, 1995
- Corticeus becvari Bremer, 1999
- Corticeus bicolor (Olivier, 1790) – korosz dwubarwny
- Corticeus bicoloroides Roubal, 1933
- Corticeus bimaculatus (Ardoin, 1969)
- Corticeus brevipennis (Pic, 1915)
- Corticeus camelopardalis Bremer, 1987
- Corticeus camerunus Bremer, 1995
- Corticeus cedrinus Bremer, 1995
- Corticeus colydioides Lewis, 1894
- Corticeus coynei Triplehorn, 1970
- Corticeus crassicornis Champion, 1886
- Corticeus delectus Bremer, 1998
- Corticeus diversus Bremer, 1999
- Corticeus fasciatus (Fabricius, 1790)
- Corticeus fraxini (Kugelann, 1794)
- Corticeus frontalis (Gebien, 1921)
- Corticeus fusciventris Reitter, 1884
- Corticeus glabratus (Kolbe, 1898)
- Corticeus lilligi Bremer, 1999
- Corticeus linearis (Fabricius, 1790)
- Corticeus longicollis (Wollaston, 1867)
- Corticeus longicornis Champion, 1886
- Corticeus longulus (Gyllenhal, 1827) – korosz kornikowiec
- Corticeus mexicanus Reitter, 1877
- Corticeus mocquerysi (Pic, 1914)
- Corticeus nocivus (Wollaston, 1862)
- Corticeus okuezonis (Kono, 1934)
- Corticeus opaculus (LeConte, 1878)
- Corticeus pallidipennis Champion, 1886
- Corticeus pini (Panzer, 1799)
- Corticeus praetermissus (Fall, 1926)
- Corticeus rosei Triplehorn, 1970
- Corticeus rufithorax Pic, 1903
- Corticeus slipinskii Bremer, 1995
- Corticeus sordidus Champion, 1913
- Corticeus strublei Blaisdell, 1934
- Corticeus suberis (Lucas, 1846)
- Corticeus subopacus (Wallis, 1933)
- Corticeus substriatus (LeConte, 1878)
- Corticeus suturalis (Paykull, 1800)
- Corticeus tenuis (LeConte, 1878)
- Corticeus unicolor Piller et Mitterpacher, 1783 – korosz jednobarwny
- Corticeus vanmeeri F. Soldati et L. Soldati, 2014
- Corticeus versipellis (Baudi di Selve, 1876)
- Corticeus voluptuosus Bremer, 1995
- Corticeus volvulus (Gerstäcker, 1871)
- Corticeus wachteli Grimm, 2015